# Danilho Doekhi
Danilho Doekhi (Rotterdam, 30 juni 1998) is een Nederlands voetballer die als verdediger speelt. Hij tekende in de zomer van 2022 een contract tot medio 2025 bij 1. FC Union Berlin, dat hem transfervrij overnam van Vitesse. Doekhi is een neef van oud-voetballer Winston Bogarde.

## Clubcarrière

### Excelsior
Doekhi doorliep de jeugdopleiding van Excelsior alvorens hij op 5 februari 2016 voor het eerst op de bank kwam te zitten bij het eerste elftal van de Rotterdamse club. Lang hoefde Doekhi niet te wachten op zijn debuut voor Excelsior. Ongeveer een maand nadat hij voor het eerst bij de eerste selectie zat, debuteerde Doekhi op 6 maart 2016 in een verloren uitwedstrijd tegen AZ (2-0). Doekhi viel in in de 81e minuut.

### Ajax
Op 2 mei 2016 maakte Ajax bekend dat het een overeenkomst had bereikt met Doekhi over een contract voor drie seizoenen dat in zou gaan per 1 juli 2016. Doekhi zou bij de selectie van Jong Ajax aansluiten. In het seizoen 2017/2018 werd hij met Jong Ajax kampioen in de Jupiler League. Met 33 competitiewedstrijden had Doekhi een aanzienlijk aandeel in het kampioenschap.

### Vitesse
In de zomer van 2018 maakte Doekhi de overstap naar Vitesse; de verdediger tekende een vierjarig contract. De Rotterdammer sloot eerst aan bij Jong Vitesse om fysiek sterker te worden voor het eerste elftal. Doekhi maakte zijn debuut voor zijn nieuwe werkgever op zondag 30 september, toen hij in basis begon in de competitiewedstrijd tegen Feyenoord. Tijdens deze wedstrijd moest hij in de tweede helft het veld verlaten na een 2e gele kaart. In het seizoen 2020/2021 reikte Doekhi met Vitesse tot de finale van de KNVB Beker, maar verloor deze met 2-1 van AFC Ajax. Aan het einde van dat seizoen werd hij door het dagblad De Gelderlander verkozen tot speler van het jaar. In het seizoen 2021/22 wist Vitesse zich te plaatsen voor de groepsfase van de UEFA Europa Conference League, door twee voorrondes te winnen van Dundalk en Anderlecht. Op 21 oktober 2021 zorgde Vitesse voor een zeer grote stunt door met 1–0 te winnen van Tottenham Hotspur. Met tien punten uit zes wedstrijden werd Vitesse tweede in de groep, waarmee het Europees overwinterde.

## Interlandcarrière

### Jeugdelftallen
Doekhi debuteerde op 3 september 2015 als jeugdinternational voor het Nederlands elftal onder 18 jaar.
| Jeugdinterlands van Danilho Doekhi | Jeugdinterlands van Danilho Doekhi | Jeugdinterlands van Danilho Doekhi | Jeugdinterlands van Danilho Doekhi | Jeugdinterlands van Danilho Doekhi | Jeugdinterlands van Danilho Doekhi |
| Team (№ interlands)                | Datum                              | Wedstrijd                          | Uitslag                            | Soort Wedstrijd                    | Doelpunten                         |
| Als speler bij Excelsior           | Als speler bij Excelsior           | Als speler bij Excelsior           | Als speler bij Excelsior           | Als speler bij Excelsior           | Als speler bij Excelsior           |
| ---------------------------------- | ---------------------------------- | ---------------------------------- | ---------------------------------- | ---------------------------------- | ---------------------------------- |
| Onder 18 (1.)                      | 3 september 2015                   | Nederland – Engeland               | 0 – 2                              | Vriendschappelijk                  |                                    |
| Onder 18 (2.)                      | 5 september 2015                   | Nederland – Engeland               | 0 - 0                              | Vriendschappelijk                  |                                    |
| Onder 18 (3.)                      | 8 oktober 2015                     | Servië – Nederland                 | 0 – 4                              | Vriendschappelijk                  |                                    |
| Onder 18 (4.)                      | 12 november 2015                   | Nederland – Duitsland              | 1 – 0                              | 4-landentoernooi Turkije '15       |                                    |
| Onder 18 (5.)                      | 14 november 2015                   | Nederland – Turkije                | 0 – 0                              | 4-landentoernooi Turkije '15       |                                    |
| Onder 18 (6.)                      | 16 november 2016                   | Tsjechië – Nederland               | 1 – 1                              | 4-landentoernooi Turkije '15       |                                    |

## Clubstatistieken

### Beloften
| Seizoen | Club         |                    | Competitie     | Competitie | Competitie |
| Seizoen | Club         | Wed.               | Competitie     | Dlp.       |            |
| ------- | ------------ | ------------------ | -------------- | ---------- | ---------- |
| 2016/17 | Jong Ajax    | Vlag van Nederland | Eerste divisie | 2          | 0          |
| 2017/18 | Jong Ajax    | Vlag van Nederland | Eerste divisie | 33         | 0          |
| 2018/19 | Jong Vitesse | Vlag van Nederland | Tweede divisie | 1          | 0          |
| Totaal  | Totaal       | Totaal             | Totaal         | 36         | 0          |

### Senioren
| Seizoen         | Club            |                    | Competitie      | Competitie | Competitie | Beker | Beker | Internationaal | Internationaal | Overig | Overig | Totaal | Totaal |
| Seizoen         | Club            | Wed.               | Competitie      | Dlp.       | Wed.       | Dlp.  | Wed.  | Dlp.           | Wed.           | Dlp.   | Wed.   | Dlp.   |        |
| --------------- | --------------- | ------------------ | --------------- | ---------- | ---------- | ----- | ----- | -------------- | -------------- | ------ | ------ | ------ | ------ |
| 2015/16         | Excelsior       | Vlag van Nederland | Eredivisie      | 1          | 0          | 0     | 0     | —              | —              | —      | —      | 1      | 0      |
| Club totaal     | Club totaal     | Club totaal        | Club totaal     | 1          | 0          | 0     | 0     | 0              | 0              | 0      | 0      | 1      | 0      |
| 2018/19         | Vitesse         | Vlag van Nederland | Eredivisie      | 20         | 0          | 3     | 0     | 0              | 0              | 4      | 0      | 27     | 0      |
| 2019/20         | Vitesse         | Vlag van Nederland | Eredivisie      | 26         | 0          | 4     | 0     | —              | —              | —      | —      | 30     | 0      |
| 2020/21         | Vitesse         | Vlag van Nederland | Eredivisie      | 32         | 1          | 5     | 0     | —              | —              |        |        | 37     | 0      |
| Club totaal     | Club totaal     | Club totaal        | Club totaal     | 78         | 1          | 12    | 0     | 0              | 0              | 4      | 0      | 84     | 0      |
| Carrière totaal | Carrière totaal | Carrière totaal    | Carrière totaal | 79         | 1          | 12    | 0     | 0              | 0              | 4      | 0      | 95     | 1      |

Bijgewerkt tot en met 11 juli 2021.

## Erelijst
Als speler
| Kampioen Eerste Divisie | 1x | 2017/18 |